# جاكسون س. فرانك
جاكسون س. فرانك (بالإنجليزية: Jackson C. Frank)‏ هو مغن مؤلف ومغني وعازف قيثارة أمريكي، ولد في 2 مارس 1943 في بوفالو في الولايات المتحدة، وتوفي في 3 مارس 1999 في غريت بارينغتون في الولايات المتحدة بسبب ذات الرئة.

## وصلات خارجية
- جاكسون س. فرانك على موقع IMDb (الإنجليزية)
- جاكسون س. فرانك على موقع ألو سيني (الفرنسية)
- جاكسون س. فرانك على موقع ميوزك برينز (الإنجليزية)
- جاكسون س. فرانك على موقع أول ميوزيك (الإنجليزية)
- جاكسون س. فرانك على موقع ديسكوغز (الإنجليزية)
- جاكسون س. فرانك على موقع قاعدة بيانات الفيلم (الإنجليزية)